# Луций Лукреций Триципитин
Вижте пояснителната страница за други личности с името Луций Лукреций Триципитин.
Луций Лукреций Триципитин (на латински: Lucius Lucretius Triciptinus) e римски политик от 5 век пр.н.е.

## Биография
Произлиза от патрицииската фамилия Лукреции. Вероятно е син на Тит Лукреций Триципитин (консул 508 и 504 пр.н.е.), баща на Хост Лукреций Триципитин (консул 429 пр.н.е.) и Публий Лукреций Триципитин (консулски трибун 419 и 417 пр.н.е.).
Той е през 462 пр.н.е. консул на Римската република. Негов колега е Тит Ветурий Гемин Цицурин. Те се бият успешно против волските и еквите.